# Goldsmith (Texas)
Goldsmith è una città della contea di Ector, nello Stato del Texas, negli Stati Uniti. Secondo il censimento del 2020, possedeva una popolazione di 236 abitanti. Fa parte dell'area metropolitana di Odessa.

## Geografia fisica
Secondo l'Ufficio del censimento degli Stati Uniti, ha una superficie totale di 0,32 mi² (0,83 km²).
La Texas State Highway 158 attraversa il centro abitato, passando a est per 18 km fino alla U.S. Route 385 e a sud-ovest per 7,2 km fino alla Texas State Highway 302. La città di Odessa è distante 32 km a sud-est di Goldsmith.

## Storia
Nel 1936, Imogene Bunn presentò la domanda per la creazione di un ufficio postale con il nome di Ector City, tuttavia tale domanda fu rifiutata, poiché già esisteva un'altra città chiamata così nel Texas. Per cui venne scelto il nome di Goldsmith, in onore dell'allevatore C. A. Goldsmith, che possedeva alcuni terreni in città.

## Società

### Evoluzione demografica
Secondo il censimento del 2020, la popolazione era di 236 abitanti. Al precedente censimento, quello del 2010, la popolazione era di 257 abitanti.